# Campanularia abyssa
Campanularia abyssa is een hydroïdpoliep uit de familie Campanulariidae. De poliep komt uit het geslacht Campanularia. Campanularia abyssa werd in 1940 voor het eerst wetenschappelijk beschreven door Fraser. 